# Autonoe denticarpus
Autonoe denticarpus är en kräftdjursart som först beskrevs av Myers och Mcgrath 1979.  Autonoe denticarpus ingår i släktet Autonoe och familjen Aoridae. Inga underarter finns listade i Catalogue of Life.